# Берман, Виктор Михайлович
Виктор Михайлович Берман (5 февраля 1897, Холопеничи, Минская губерния — 24 июня 1969, Ленинград) — советский микробиолог, иммунолог и эпидемиолог. Доктор медицинских наук (1935), профессор (1938), полковник медицинской службы (1949).
Автор первого отечественного учебника по частной эпидемиологии. В 1936 году организовал в ВМА первую в России самостоятельную кафедру эпидемиологии, отделив её от кафедры микробиологии.

## Биография
Родился в семье врача Михеля Иоселевича Бермана.  Лишился родителей очень рано, мать умерла в 1906 году, а отец – в 1908 году.
в 1914 гок окончил гимназию. В 1918 окончил Петроградский университет, в 1924 — Военно-медицинскую академию.
В 1922–1925 годах – был научным сотрудником Института экспериментальной медицины в Ленинграде.
Работал эпидемиологом в войсковых учреждениях Советской Армии. С 1929 — в Военно-медицинской академии (с 1935 заведовал созданной им кафедрой эпидемиологии, с 1938 — профессор).
С 1935 — возглавил кафедру микробиологии Ленинградского педиатрического института, в создании которой он участвовал месте со своим учителем профессором О.О. Гартохом. Также в 1935 году ученый совет Всесоюзного института экспериментальной медицины присудил В.М. Берману по совокупности научных работ ученую степень доктора медицинских наук, в 1938 году он стал профессором.
Во время советско-финляндской войны В.М. Берман был консультантом санитарной службы Северо-Западного фронта, а в годы Великой Отечественной войны – главным эпидемиологом Северного фронта.
В 1936 организовал первую кафедру эпидемиологии ВМА и руководил ею до 1949.
С 1937 по 1949 — председатель Ленинградского микробиологического общества.
В 1949 году, уволившись из армии в звании полковника медицинской службы, полностью сосредоточился на работе в Ленинградском педиатрическом медицинском институте, где и работал до 1967 года.
Дочь Ирэна Викторовна Гользанд (1925—1991) — доктор медицинских наук, профессор, гепатолог-инфекционист, сотрудник Ленинградского ордена «Знак Почёта» НИИ детских инфекций.

## Научные труды
Виктору Михайловичу принадлежит около 100 научных работ. Труды В. М. Бермана посвящены проблемам возрастной иммунологии и микробиологии туберкулеза и кишечной патологии, это труды по дизентерии, колиэнтериту и холере, в выполнении которых принимал участие коллектив сотрудников А. В. Прокопович, О. И. Соловьева, В. Н. Чернова, возглавляемый В.М. Берманом. Он рассмотрел патогенез острой и хронической дизентерии, установлена возможность выделения дизентерийного возбудителя из желчного пузыря, изучена иммунологическая реактивность у детей, больных хронической дизентерией.  Наибольшую известность приобрели его исследования по барьерной функции лимфатической системы. Важное место среди научных интересов занимало изучение особенностей развития и течения инфекционного процесса. После постоянных исследований, которые он проводил,  на лабораторных животных различного возраста, им были изучены  барьерная функция лимфатической системы и способность фагоцитированных микробов к размножению. Им разработан оригинальный метод изучения заключительной фазы фагоцитарной реакции. Также исследования В.М. Бермана были посвящены стимуляции неспецифической резистентности организма с помощью АТФ, дибазола, витамина В12 и эндотоксина кишечной палочки. В результате было установлено, что при повышении резистентности увеличивается переваривающая способность фагоцитов. Виктор Михайлович один из первых отечественных ученых, сформулировавших задачу о необходимости тщательного изучения соотношения между противотуберкулезным иммунитетом и аллергией. Под его руководством подготовлены и защищены 3 докторские и 20 кандидатских диссертаций.
- «Частная эпидемиология» (1944)
- «Барьер-фиксирующая функция организма в явлениях инфекции и иммунитета» (1947)